# Granchain
Granchain è un ex comune francese di 220 abitanti situato nel dipartimento dell'Eure nella regione della Normandia.
Si è chiamato Grandchain fino al 3 ottobre 2008, dopo di che ha assunto l'attuale denominazione. Dal 1º gennaio 2016 è stato incorporato con altri 15 comuni per formare il nuovo comune di Mesnil-en-Ouche, divenendo comune delegato.

## Società

### Evoluzione demografica
Abitanti censiti